# Dubravice Gornje
Dubravice Gornje (en serbe cyrillique : Дубравице Горње) est un village de Bosnie-Herzégovine. Il est situé dans le district de Brčko. Selon les premiers résultats du recensement de 2013, il compte 181 habitants.

## Géographie
Le village est situé sur les bords de la rivière Lukavac.

## Démographie

### Évolution historique de la population dans la localité
| 1948 | 1953 | 1961 | 1971 | 1981 | 1991 | 2013 |
| ---- | ---- | ---- | ---- | ---- | ---- | ---- |
| -    | -    | 297  | 324  | 302  | 319  | 181  |

|  |